# Раєвський Михайло Миколайович
 Михайло Миколайович Раєвський (1841—1893) — російський генерал, президент  Імператорського російського товариства садівництва.

## Біографія
Молодший син  Миколи Миколайовича Раєвського (молодшого) и  Ганни Михайлівни Бороздіной. Онук генералів М. М. Раєвського і М. М. Бороздіна. Народився 15 лютого 1841 року в Керчі.
Рано втратив батька: коли він помер, Михайле було півтора року. Дитиною, з матір'ю и старшим братом, перебував в Італії, Франції, Англії. С 15 років виховувався в Москві під наглядом професора Т. М. Грановського. Вступив до Московського університету и закінчив його першим кандидатом по математиці. Захоплювався астрономією и мріяв присвятити себе науковій кар'єрі. Але під впливом свого родича — князя Володимира Володимировича Яшвіля (1813—1864), що був чоловіком Ганни Михайлівни Орлової, двоюрідної сестри Михайла Миколаевича Раєвського, Михайло разом зі старшим братом Миколой обрав військову кар'єру.
У 1863 році брати Раєвські вступили до лейб-гвардії гусарського полку, яким командував Яшвіль. В 1876 році Михайло Миколайович був призначений флігель-ад'ютантом Свити його Імператорської величності. Під час Російсько-турецької війни 1877—1878 років находився на театрі військових дій при цесаревичі Олександрі Олександровичі. Раєвський неодноразово був відзначений під час рекогностування і перестрілок, та був нагороджений золотою зброєю «За хоробрість».
В вільний від служби час Михайло Миколайович займався сільськім господарством, особливо плодівництвом, в своїх маєтках Еразмовці та Болтишці на Кіровоградщині, Тесели и Карасані на Південному березі Криму. Сади и виноградники в його маєтках були в зразковому порядку, він займався розсадниками, де збирав колекції плодових и декоративних рослин.
У 1883 році Михайло Миколайович був назначений директором Департаменту землеробства в складі Міністерства державного майна. У 1885 році через хворобу дочки він був вимушений відмовитися від посади та оселився в маєтку Карасан. Призначений членом ради Міністрів він доглядав за Нікітським ботанічним садом, школами садівництва на півострові. В 1891 році Михайло Миколайович покинув Південний берег Криму и оселився в Царському Селі. Він дав згоду и був вибраний президентом Імператорського товариства садівництва. Був автором перших російських підручников з плодівницьтва «Плодова школа» и «Плодовий сад», печатався в журналі «Плодівництво».
Помер Михайло Миколайович 10 жовтня 1893 року у Севастополі.